# Marie-Maximilienne de Silvestre
Marie-Maximilienne de Silvestre (1708-1798) foi uma pintora francesa.
Nascida em Paris, ela foi a filha de Louis e Marie-Catherine Silvestre, que também lhe deram formação formal. Cedo, ela imitava o ofício de seu pai, produzindo obras em pastel. Ela, então, tornou-se professora de desenho e tutora de Maria Josefa da Saxônia; quando esta se tornou Dauphine e viajou para a França em 1747, De Silvestre foi a única de seus servos autorizada a acompanhá-la; ela recebeu elogios por seus serviços por parte de Maurício de Saxônia e manteve a Corte em Dresden informada da condição de vida de Maria Josefa. Ela também apresentou a obra de Pietro Rotari para a Dauphine. De Silvestre morreu em Versalhes , no ano de 1798.